# 마자르인
마자르인(헝가리어: magyar(ok) 머저르[*]) 또는 헝가리인(영어: Hungarian(s) 헝가리안[*], 독일어: Ungarn 웅가른[*])이란 우랄족 우그리아족에 속하는 민족으로, 헝가리어를 모국어로 사용한다. 헝가리가 그들의 국민국가다.

슬로바키아 헝가리인의 기

보이보디나 헝가리인의 기

## 분포
거의 대부분 헝가리에 거주하고 있다. 루마니아{주로 (코바스나 주·하르기타 주·무레슈 주)에 인구는 86만 명, 세케이인(Szeklers)이라고도 함}, 세르비아, 몬테네그로, 크로아티아, 보스니아 헤르체고비나, 슬로베니아, 체코, 슬로바키아, 우크라이나, 러시아, 폴란드, 미국, 캐나다, 오스트레일리아에도 소수 거주하고 있다.

## 역사

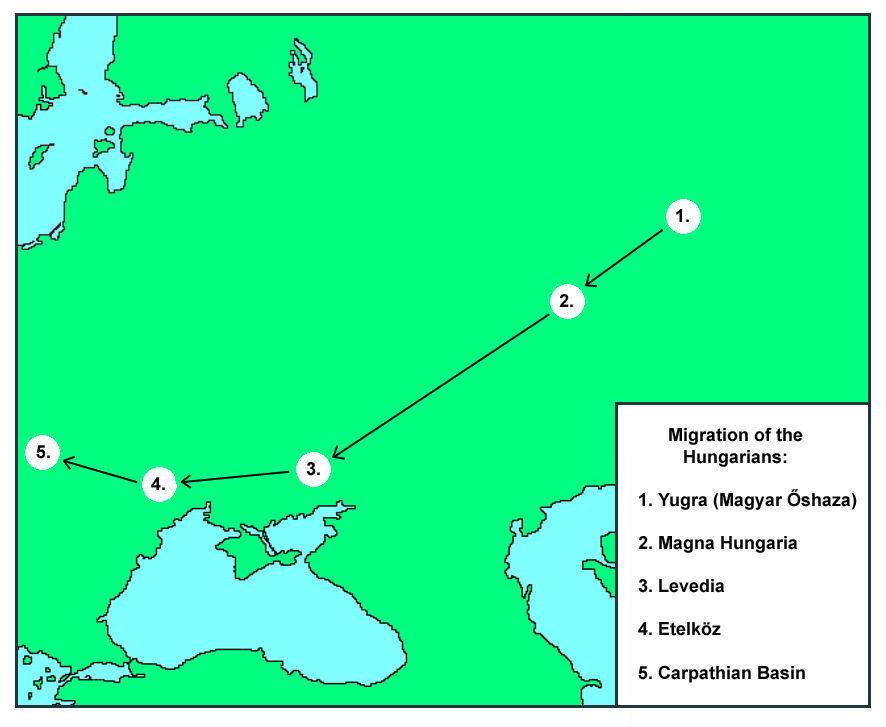
헝가리인의 이동 경로

경이로운 수사슴의 전설(Rege a Csodaszarvasról)에 따르면 후노르(Hunor, 훈족)와 마고르(Magor, 마자르족)는 님로드(Nimrod) 왕과 왕비 에네트(Eneth)의 쌍둥이 아들들로서 처음부터 피를 나눈 사이다.:14~15 그들은 서로를 묶어주는 중요한 경험을 함께 하게 되는데, 바로 기묘한 흰색 수사슴에 홀려 먼 곳까지 가서 신부감을 찾아오게 된다.:15 이 이야기대로라면 훈족과 헝가리인은 이 마법같은 "수사슴의 향연"에서 비롯된 후예들이다.:15 결국 이들은 두 민족이지만 혈연과 경험을 공유한 하나의 집단이 되는 셈이다.:15
기마 유목 민족이었던 헝가리인은 기원전 5세기 경 중앙아시아의 우랄산맥 부근에서 서쪽으로 이동을 시작했다. :819 헝가리인은 9세기에 우랄산맥에서 볼가 강을 따라 북코카서스:19, 흑해의 북쪽인 우크라이나 초원을 맴돌다가, 유목생활에 유리한 지역을 발견했다.:20 그곳은 카르파티아 산맥과 도나우 강 사이에 위치한 헝가리 대평원이었다.:20 헝가리 대평원은 게르만 주거지의 한복판이었다.:19 이렇게 헝가리인이 유럽 무대에 처음 진출한 것은 895년이었다.:20 헝가리인은 현재 헝가리인의 땅인 헝가리 분지(카르파티아 분지)를 896년에 정복하였다. :819 헝가리의 아르파드 왕조를 세운 아르파드 대공이 스스로 아틸라의 혈통임을 내세워 영토와 민족의 지배권을 차지한 것은 사실이다. 그렇지만 이 혈통 주장은 전혀 근거가 없는 주장이었다. 헝가리의 훈족기원설이 과연 타당한지 살펴보자면 우선 헝가리 족은 유목민이 아니었다는 점에 주목해야 한다. 이들은 농지를 개간했기 때문이다.:77 (→ 이후 정착지에서의 역사에 대해서는 헝가리의 역사 참조)
1867년에서 1918년까지 존재하였던 오스트리아-헝가리 제국 시절에는 헝가리어도 독일어와 함께 공용어였을 만큼 동등한 지위를 가졌다(군주는 독일인의 프란츠 요제프 1세).

## 문화
고유의 미술·음악·문학 등을 오랜 세월동안 지속하여 왔으며 자수·도자기와 같은 민속 예술도 유명하다. 제2차 세계 대전 직전에는 인구의 65％가 가톨릭, 개신교가 25％였고 유대교, 그리스 정교회 순이었다. 주변의 언어들과 완전히 다른 헝가리어를 사용한다.

## 그림

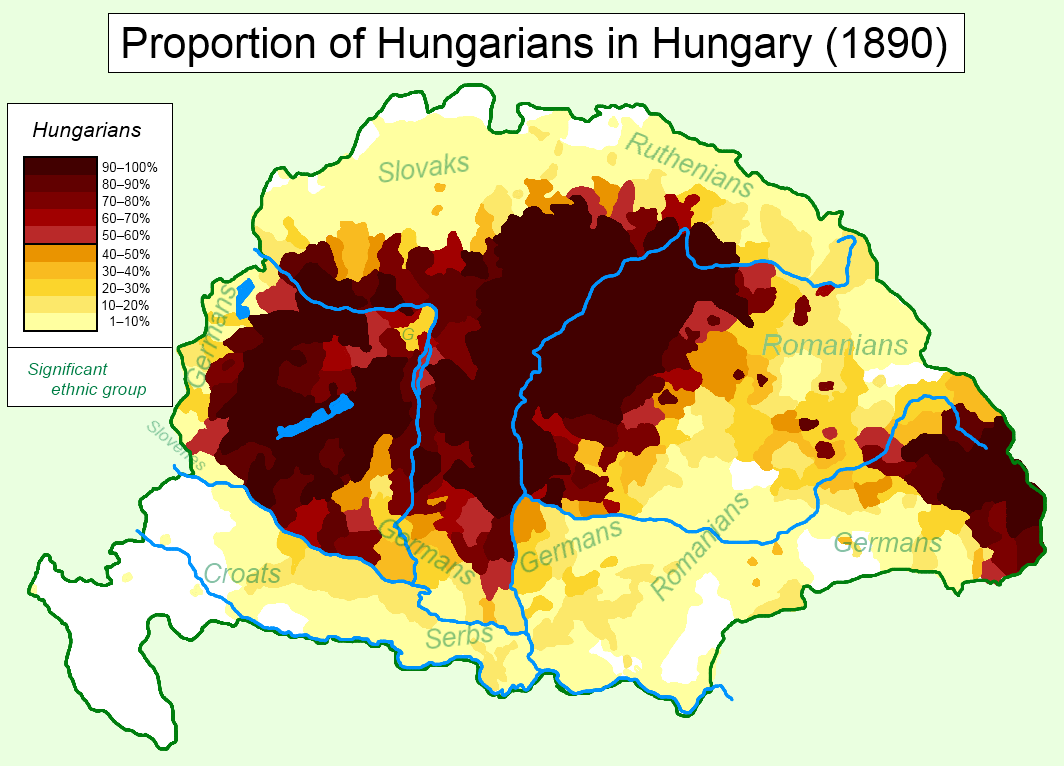
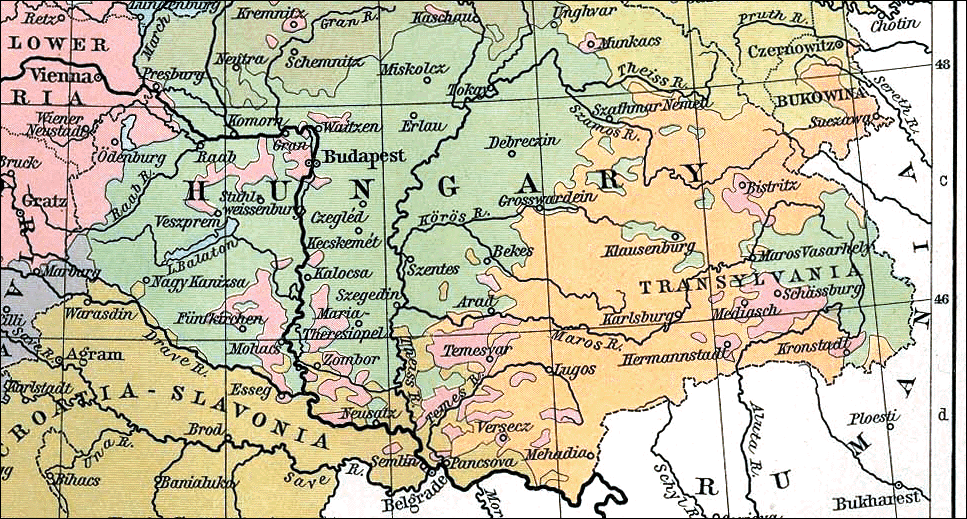
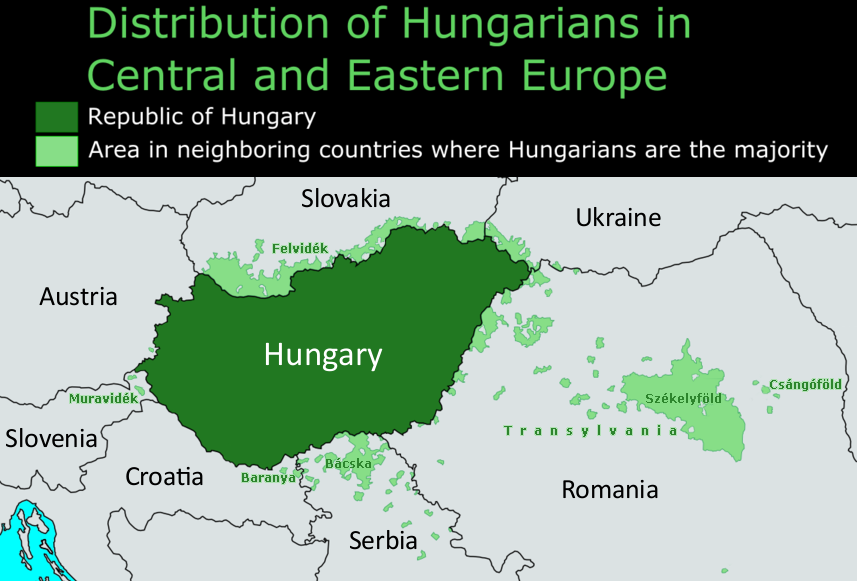

## 같이 보기
- 중앙유럽
- 헝가리의 인구
- 우그리아어군
- 만시인
- 헝가리 요리